# Покровська вулиця (Кропивницький)
Вулиця Покровська — одна з вулиць у місті Кропивницького.
Вулиця Покровська пролягає від Пашутінської до вул. Олександрійської.
Перетинають вулиці Тарковського, Михайлівська, Архангельська, Карабінерна, Кропивницького, Одеська.

## З історії вулиці
Виникла однією з 14 перших у місті, у 50-х роках 18 ст. Мала назву Андріївська і під такою назвою зафіксована на межовому плані 1796 року.
1826 року відбулася зміна назви вулиці — на Покровську, оскільки саме 1826 року на вулиці було збудовано Покровську церкву.
Вулиця була забрукована найпершою у місті, адже мала велике значення і сполучала центральний базар із бійнями та цегельнею на Кущівці.
1919 року, вже за більшовицької влади, вулицю було перейменовано на честь німецької комуністки Рози Люксембург. На початку 90-х років повернуто історичну назву — Покровська.